# Кастелмауро
Кастелмауро (итал. Castelmauro) је насеље у Италији у округу Кампобасо, региону Молизе.
Према процени из 2011. у насељу је живело 1605 становника. Насеље се налази на надморској висини од 677 м.

## Становништво
| 1936. | 1951. | 1961. | 1971. | 1981. | 1991. | 2001. | 2011. |
| ----- | ----- | ----- | ----- | ----- | ----- | ----- | ----- |
| 4.979 | 5.010 | 4.166 | 3.138 | 3.137 | 2.829 | 1.902 | 1.638 |